# مركز تكساس الطبي
يقع مركز تكساس الطبي (TMC) على بعد 2.1 ميل مربع (5.4 كم2) من الحي الطبي في جنوب وسط هيوستن بتكساس جنوب متحف مقاطعة هيوستن مباشرة وغرب طريق ولاية تكساس السريع 288. إن أكثر من 60 مؤسسة طبية تتركز بشكل كبير في منطقة مثلثية بين برايس بايو وجامعة رايس ومتنزه هيرمان هي أعضاء في مركز تكساس الطبي وهو مؤسسة غير ربحية وتشكل أكبر مجمع طبي في العالم. مركز تكساس الطبي (TMC) ذو كثافة عالية للغاية من المرافق السريرية للمرضى  والبحوث الانتقالية والعلوم الأساسية.
يُوظف مركز تكساس الطبي أكثر من 10600 شخص ويستضيف 10 ملايين مريض سنوياً، ويبلغ إجمالي ناتجه المحلي 25 مليار دولار أمريكي. وقد توسع مركز تكساس الطبي جنوب برايس بايو نحو متنزه NRG ووضعت المنظمة خططاً طموحة لإنشاء «حرم جامعي للابتكار» جنوب النهر. إن المنطقة الطبية استرودم (Astrodome) والتي تبلغ مساحتها 4.93 ميل مربع (12.8 كم2) ويسكنها عدد كبير من العاملين في المجال الطبي،   تضم أكثر من 20000 شخص. يخدم مركز تكساس الطبي خط  ميترو السكك الحديدية الأحمر، وهو طريق سكة حديدية خفيف يمتد من الشمال إلى الجنوب، يربط المنطقة بوسط مدينة هيوستن ومتنزه NRG.

## نظرة عامة
يحتوي مركز تكساس الطبي على 54 مؤسسة ذات صلة بالطب مع 21 مستشفى وثمانية مؤسسات متخصصة وثمان مؤسسات أكاديمية وبحثية واربع مدارس طبية وسبع مدارس للتمريض وثلاث منظمات للصحة العامة ومدرستين للصيدلة ومدرسة لطب الاسنان. ان جميع المؤسسات ال 54 هي غير هادفة للربح. ومن بين كليات الطب التابعة لها مركز العلوم الصحية بجامعة تكساس في هيوستن وكلية بايلور للطب وفرع جامعة تكساس الطبي في جالفيستون  وكلية الطب A&M بجامعة تكساس وتقع بعض المؤسسات الأعضاء خارج مدينة هيوستن.
تم إجراء أكثر جراحات القلب في مركز تكساس الطبي من أي مكان آخر في العالم، بمعدل 13600 عملية جراحية في القلب سنوياً. وتم إجراء 180000عملية جراحية سنوياً، واجرى مركز تكساس الطبي عملية جراحية واحدة كل ثلاث دقائق، وتمت ولادة أكثر من 25000 طفل كل عام، بمعدل أكثر من طفل واحد كل 20 دقيقة.و قدم مركز تكساس الطبي أكثر من 9200 سرير مريض.
يستقبل المركز مايقارب 3300 زيارة مريض يومياً، وأكثر من ثمانية ملايين زيارة سنوية للمرضى، بما في ذلك أكثر من 18000 مرضى دوليين.
يستقبل مركز تكساس الطبي مايزيد عن 750000 زائر للطوارئ كل عام، وفي عام 2011، وظف المركز أكثر من 106000 شخص من ضمنهم 20000 طبيب وعلماء وباحثين وغيرهم من المتخصصين ذوي الشهادات العليا، ويستقبل المركز أكثر من 160,0000 زائر يومياُ. يضم مركز تكساس الطبي أكبر مستشفى للأطفال في العالم (مستشفى تكساس للأطفال) وكذلك أكبر مستشفى للسرطان، مركز إم دي اندرسون للسرطان MD Anderson Cancer Center.

## التاريخ الحديث والتطورات
بدأ مركز أندرسون للسرطان بجامعة تكساس في عام 1993  مشروع توسعة بقيمة 248.9 مليون دولار، حيث تم إنشاء جناحاً للمرضى الداخليين يضم 512 سريراً ومبنيين للأبحاث ومبنى لعيادات خارجية ومبنى مكاتب أعضاء هيئة التدريس وفندقاً لعائلات المرضى. ومنذ عام 2005 إلى الآن، تم افتتاح مبنى جورج وسينثيا ميتشل لبحوث العلوم الأساسية والمبنى السريري الإسعافي ومركز الوقاية من السرطان ومبنى بحثي جديد في الحرم الجامعي الجنوبي. هناك أيضا مركز العلاج بالبروتون، ويعد أكبر مؤسسة في الولايات المتحدة والذي يستخدم العلاج بالبروتون لعلاج أمراض السرطان، وتم افتتاحه في يوليو عام 2006. وفي عام 2001 دمرت العاصفة الاستوائية «أليسون»  مركز تكساس الطبي، حيث غمرت العاصفة الطوابق السفلية والطوابق الأولى بالماء ب18 بوصة، وأدى ذلك إلى التعديل التحديثي لأبواب العواصف والحواجز لمنع الفيضانات في المستقبل.
شيد نظام ميموريال هيرمان للرعاية الصحية معهد ميموريال هيرمان للقلب والاوعية الدموية على مساحة ستة الآف مربع (15300م2)، كما تم الانتهاء في عام 2006 من مبنى ميموريال هيرمان الطبي الذي يتكون من 30 طابقاً والذي يعد أكبر مبنى للمكاتب الطبية في مركز تكساس الطبي. وفي الليل، أصبح المبنى معروفاً بفانوس قوس قزح الفريد الخاص به. وكان الإنشاء جزءاً من مبادرة «مشروع القرن» على مستوى المدينة. وفي عام 2005، افتتحت كلية بايلور للطب عيادة بايلور.
أعلن مستشفى تكساس للأطفال عن أكبر برنامج توسع في الاستثمار على الإطلاق من قبل منظمة منفردة للأطفال، حيث ركزت المبادرة والتي مدتها أربع سنوات والبالغة 1.5 مليار دولار على البحوث وإمكانية الوصول إليها، وشملت المشاريع الرئيسية، تطوير معهد البحوث العصبية بتكلفة 215 مليون دولار وإقامة مركز للولادة بتكلفة 575 مليون دولار وتوسيع مرافق البحوث الحالية بتكلفة 120 مليون دولار. وكانت مستشفى تكساس للأطفال تتولى تطوير أحد أكبر مستشفيات الأطفال في الضواحي بتكلفة 220 مليون دولار، وتم تخصيص الجزء المتبقي من النفقات للمعدات ونظم المعلومات الجديدة.
في عام 2010، أصبح فرع جامعة تكساس الطبي في جالفستون Galveston والذي يشمل مستشفى جون سيلي (John Sealy Hospital)، وهي العضو التاسع والاربعون في مركز تكساس الطبي وأول مؤسسة تقع خارج مدينة هيوستن.
تم افتتاح مركز تكساس الطبي -الحرم الجامعي الغربي- والذي يخدم سكان غرب هيوستن والمناطق المجاورة في يناير عام 2012، ويمثل استثماراً أولياً يزيد عن نصف مليار دولار. وأول المؤسسات الصحية التي تم افتتاحها في الحرم الجامعي الجديد كان كل من مستشفى تكساس للأطفال ومستشفى هيوستن ميثوديست ويست (The Houston Methodist West Hospital). وتعد مستشفى تكساس للأطفال الموجودة في الحرم الجامعي الغربي، واحدة من أكبر مستشفيات الأطفال في ضواحي البلاد. وفي عام 2012 أضاف مركز تكساس الطبي مستشفيات شراينرز (Shriners) للأطفال في جالفستون  Galveston، والتي تعالج إصابات الحروق عند الأطفال كونها المؤسسة العضو رقم خمسين.
في عام 2016، أضاف مركز تكساس الطبي عيادة سان خوسيه، العيادة الخيرية الرائدة في المجتمع، اضافها كمؤسسة عضو. وذكر دينيس كاستيلو رودس، وهو نائب الرئيس التنفيذي والمدير المالي في مركز تكساس الطبي وكذلك متطوع في عيادة سان خوسيه، ذكر عندما أصبح عضواً في مركز تكساس الطبي  «إن عيادة سان خوسيه تلعب دوراً مهماً للغاية في مجتمعنا، ولذلك انه لمن الطبيعي أن تكون الخطوة التالية للعيادة هي الانضمام لمركز تكساس الطبي كأحدث عضو فيها، كونها مستمرة في النمو وتقديم الرعاية الصحية والتعليم وبأسعار معقولة».

## منظر المدينة والبنية التحتية
مركز  تكساس الطبي عبارة عن تكتل كثيف من المستشفيات والمدارس والشركات الفرعية المجتمعة على قطعة أرض مثلثية تحدها جامعة رايس Rice وحي ساوثا مبتون Southampton من الغرب وبرايز بايو Brays Bayou  من الجنوب والشرق ومتنزه هيرمان من الشمال. مع 106,000 موظف، يتمتع مركز تكساس الطبي (TMC) بكثافة توظيف تبلغ حوالي 50,475 لكل ميل مربع (19,489/كم 2). قارَنَ مركز تكساس الطبي مناظر مدينته الكثيفة بحلبة شيكاغو ومانهاتن السفلى.
يخدم مركز تكساس الطبي ثلاثة طرق شريانية كبيرة، حيث يمتد شارع Main and Fannin من الجنوب الغربي إلى الشمال الشرقي، بينما يمتد شارع Holcombe Boulevard من الغرب إلى الشرق. ويعد مركز تكساس الطبي واحد من مراكز التوظيف القليلة في هيوستن، والتي لايتم خدمتها مباشرة عن طريق طريق سريع، وإن اقرب طريق سريع هو طريق تكساس ستيت 288 والواقع شرق متنزه هيرمان. لذلك، وللتعويض، طور مركز تكساس الطبي اتصالات نقل قوية، حيث يتم خدمة كامل المنطقة بواسطة  خط ميترو السكك الحديدية الأحمر، والذي يمتد على طول شارع Faninn. توجد محطات السكك الحديدية في المركز الطبي موزعة في مستشفى ميموريال هيرمان Memorial Herman Hospital وحديقة حيوان هيوستن ومحطة Dryden/TMC ، هذه المحطات الثلاثة هي أكثر المحطات إزدحاماً على الخط الأحمر. وفي النهاية تقدم حافلات المنطقة والسكك الحديدية الخفيفة وخدمات النقل المكوكية مايقرب 65000 رحلة يومياً من وإلى المنطقة.
في عام 2010، بدأت عملية تطور سريع داخل المركز الطبي لتضييق البنية التحتية الحالية للنقل، حيث أنه من المتوقع ان يتضاعف متوسط حركة المرور اليومية في شارع فانن Fannin  وشارع كيربي درايف Kirby Drive القريب بحلول عام 2035. ومن المتوقع أن يتطلب التطوير الجديد خلال النصف الأول من العقد توفير 50,000 مكان إضافي لوقوف السيارات لتلبية الحاجة. وتشمل حلول المشاكل المرورية في المنطقة توسيع الطرق الشريانية الحالية، وتعزيز سعة النقل وبناء مواقف عقود جديدة في الضواحي.

### الخدمات الحكومية
يقع مقر مركز تكساس الطبي في حرم جامعة جون بي مكجوفرن John p. McGovern في هولكومب بولفارد Holcombe Boulevard جنوب شرق  متنزه هيرمان Hermann بجوار مركز مايكل أي ديباكي Michael E. DeBakey  لشؤون المحاربين القدامى. وتدير خدمة البريد بالولايات المتحدة محطة المركز الطبي في شارع ألمادا Almeda وتدير مكتبة مقاطعة هاريس العامة مكتبة تكساس الطبية بالقرب من كلية بايلور للطب.
يقع مركز محطة هيوستن للحرائق 33 وهو جزء من منطقة الحرائق 21 بالقرب من مركز تكساس الطبي في فانن 7100  (Fannin 7100) في جنوب بريزوود Braeswood. وكانت محطة الإطفاء 33 الاصلية هي واحدة من آخر المحطات التي تم إيواءها في محطة إطفاء متطوعة أصلية، حيث كانت محطة الإطفاء الاصلية 33 مبنى بلدية مدينة برايسوود Braeswood، وضمت مدينة هيوستن المنطقة في عام 1950.
تم افتتاح محطة الإطفاء 33 الحالية في أغسطس 2004، وتقع على بعد حي واحد من المحطة الاصلية. ويقع مركز تكساس الطبي ضمن شعبة دوريات ساوث سنترال التابعة لشرطة هيوستن South Central Patrol Division.

### التطورات السكنية
في السابق كان مركز تكساس الطبي يملك سكن موظفين خاص به وهو برج لورنس إج فايڤرت Laurence H. favort  للشقق،  والذي استوعب موظفي مركز تكساس الطبي وعائلاتهم، ولكن تم إغلاق المجمع في 30أغسطس عام 2012. إن الأطفال المعالين الذين يعيشون هناك، كانوا داخل منطقة هيوستن المستقلة للمدارس  (HISD)  وتم نقلهم لمدرسة روبرتس  Roberts الابتدائية في ساوثجت Southgate ومدرسة راين Ryan المتوسطة في الجناح الثالث ومدرسة لامار Lamar في كيربي العليا.

## أوركسترا مركز تكساس الطبي
كانت أوركسترا تكساس الطبية المعروفة سابقاً باسم أوركسترا الأطباء في هيوستن والتي تأسست في نوفمبر عام 2000 وهي واحدة من الأوركسترا القليلة في العالم التي نشأت من المهن الصحية. أعضاء الأوركسترا هم من الأطباء وأطباء الاسنان والممرضين وطلاب الطب وعلماء الطب الحيوي والعاملين الاجتماعيين وغيرهم من المهنيين الصحيين. إن مهمة الأوركسترا هي تزويد اخصائيي الرعاية الصحية بمنفذ عالي الجودة للتعبير الإبداعي من خلال عالم الموسيقى السمفونية وتأدية حفلات موسيقية بأنتظام وبأسعار معقولة مفتوحة للجمهور وفي مكان يسهل الوصول اليه وأيضاً لجذب جمهور متنوع مع الالتزام باختيار البرامج الشعبية التي تعكس تنوع هيوستن ولجذب انتباه الجمهور إلى الجمعيات الخيرية المرتبطة بالطب و/ أو التعليم وتقديم الدعم البرنامجي لها.
في محاولة لزيادة الوعي للموسيقى الكلاسيكية لدى الجماهير الشابة، طورت أوركسترا مركز تكساس الطبي علاقة وثيقة مع المدرسة الخاصة KIPP SHARP. ومن خلال تنسيق الجمهور مع معلمي ومسؤولي KIPP SHARP  قامت أوركسترا مركز تكساس الطبي بدمج برامجها الموسيقية مع المناهج الدراسية للمدرسة، حيث يتم تدريس الأعمال التي تقوم بها الأوركسترا ومناقشتها في دروس التاريخ والفن والموسيقى، والطلاب مدعوون أيضاً لعرض الأعمال الفنية والمقالات في بهو ورثام Wortham في حفلات أوركسترا مركز تكساس الطبي، ويتم تشجيعهم على الحضور مع أسرهم.
في عام 2011، بدأت أوركسترا مركز تكساس الطبي العمل مع الجمعية الوطنية لمرض التصلب المتعدد Lone Star Chapter في رعاية سنوية مشتركة لركوب الدراجات ” Gran Fondo: Texas TMCO” التي تسبق MS 150 وتستفيد منها كلتا المؤسستين.

## التركيبة السكانية
تُعرِّف مدينة هيوستن المنطقة المحيطة بالمركز الطبي باسم Med Center Super Neighborhood. في عام 2015 كان عدد المقيمين في تلك المنطقة 2,717 نسمة.  52٪ كانوا البيض من  أصل غير اسباني، و 16٪ كانوا السود من أصل غير اسباني والآسيوية، و 12٪ من ذوي الأصول الأسبانية، و 4٪ من غير ذوي الأصول الأسبانية. في عام 2000 كان عدد سكان المنطقة 2,358 نسمة.  47 ٪ كانوا البيض من أصل غير اسباني، و 33 ٪ من غير الآسيويين، و 10 ٪ من ذوي الأصول الأسبانية، و 8 ٪ كانوا السود من أصل غير اسباني، و 2 ٪ من غير ذوي الأصول الأسبانية.

## معرض صور

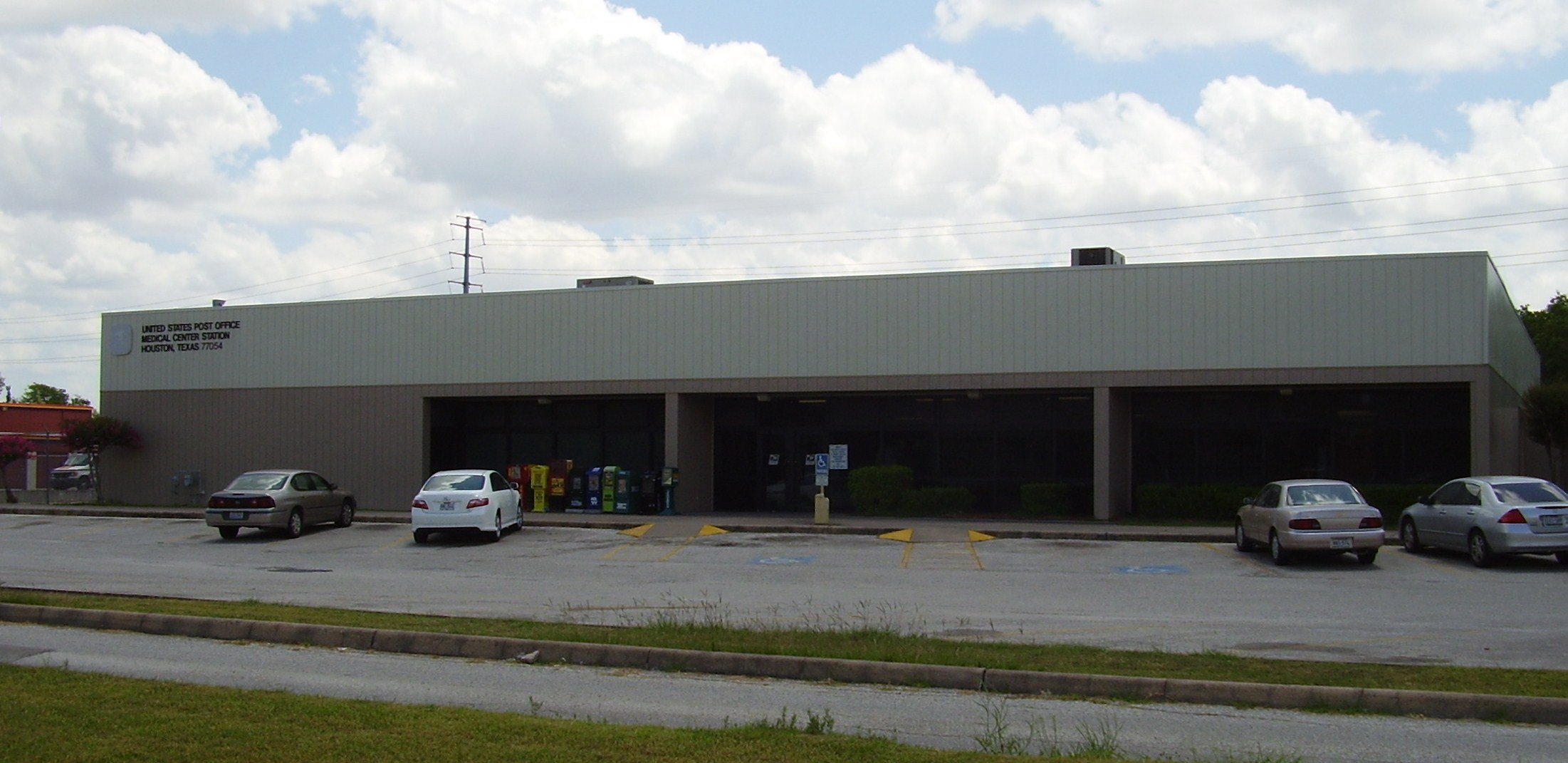
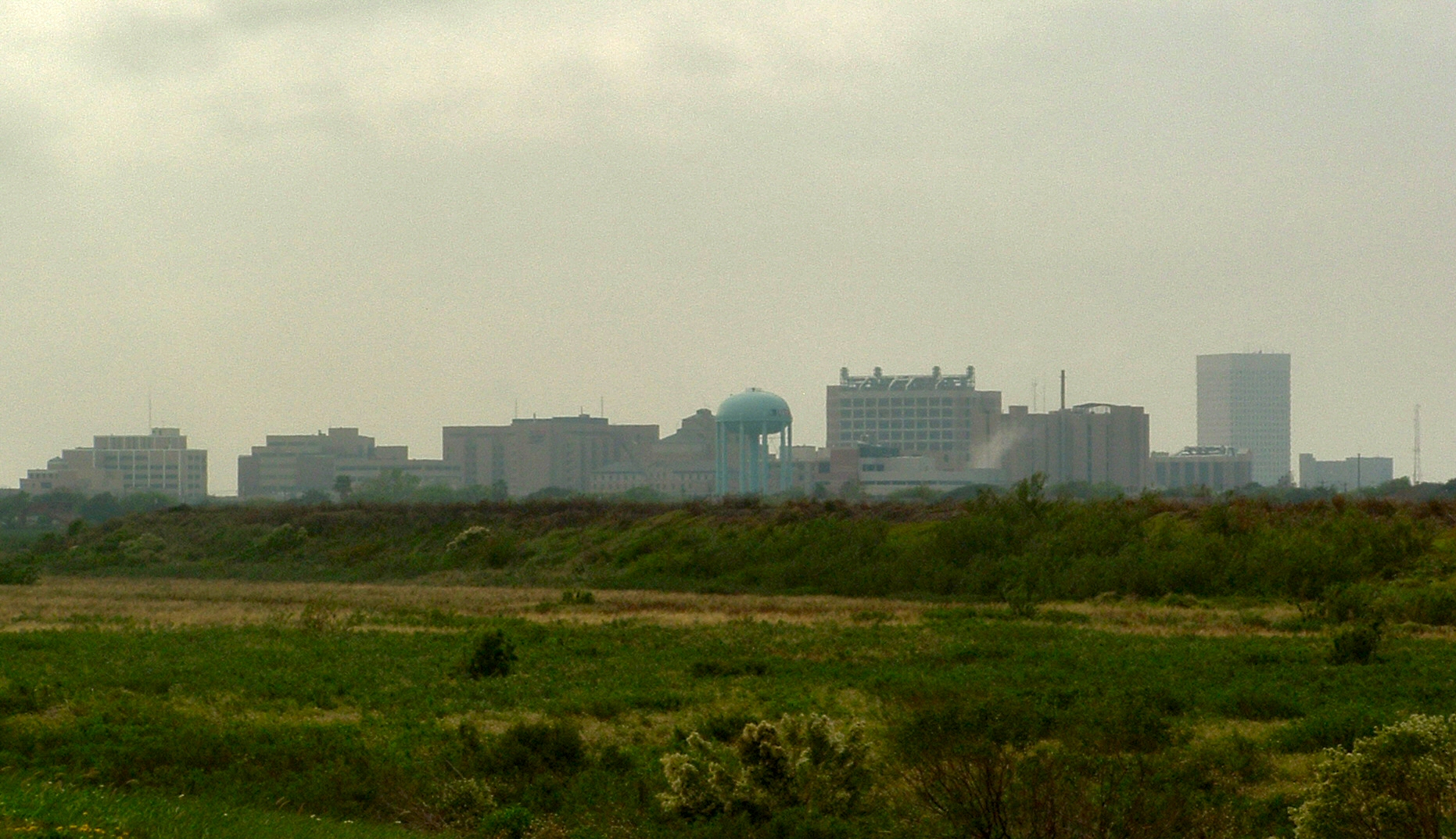
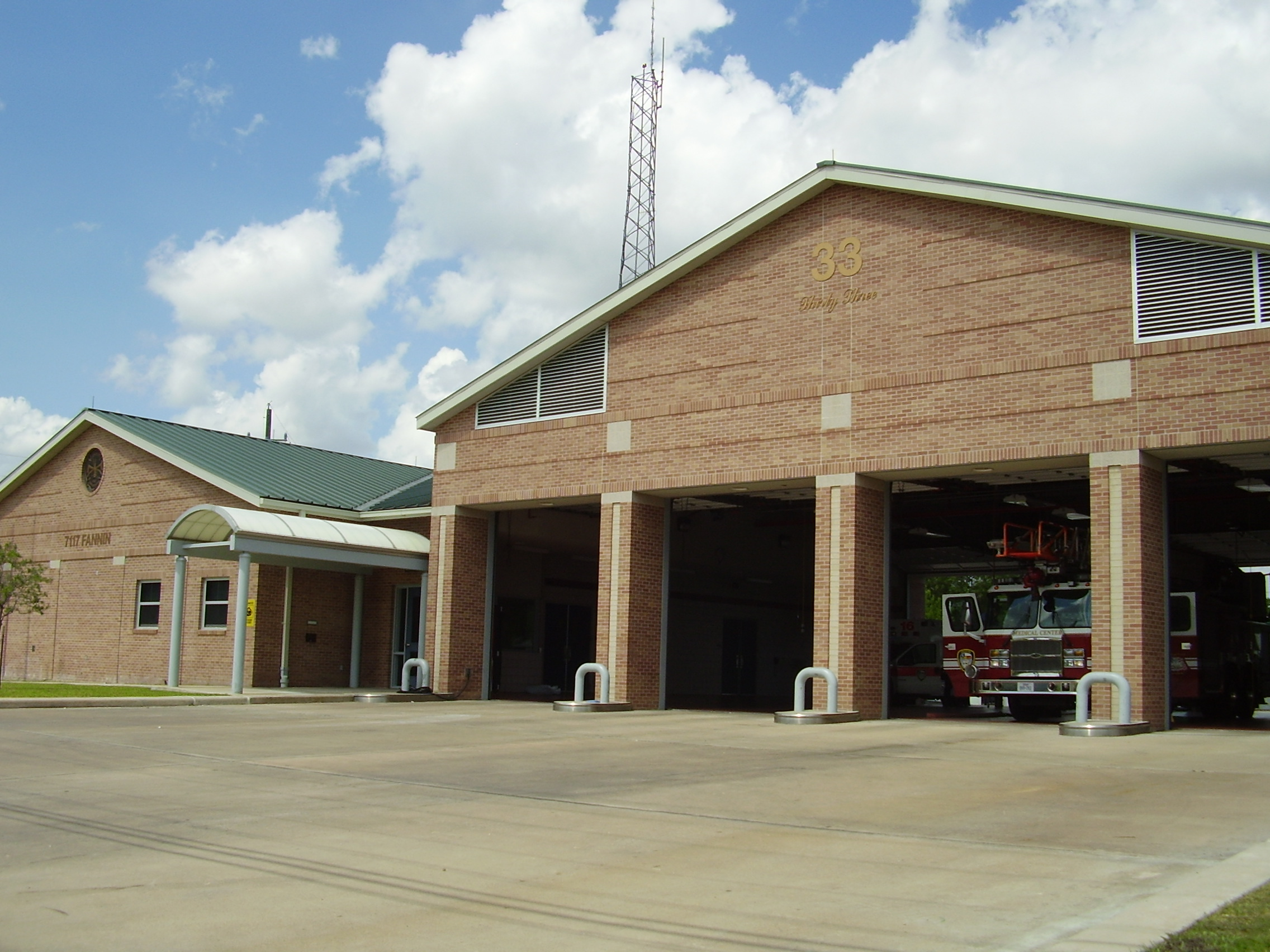
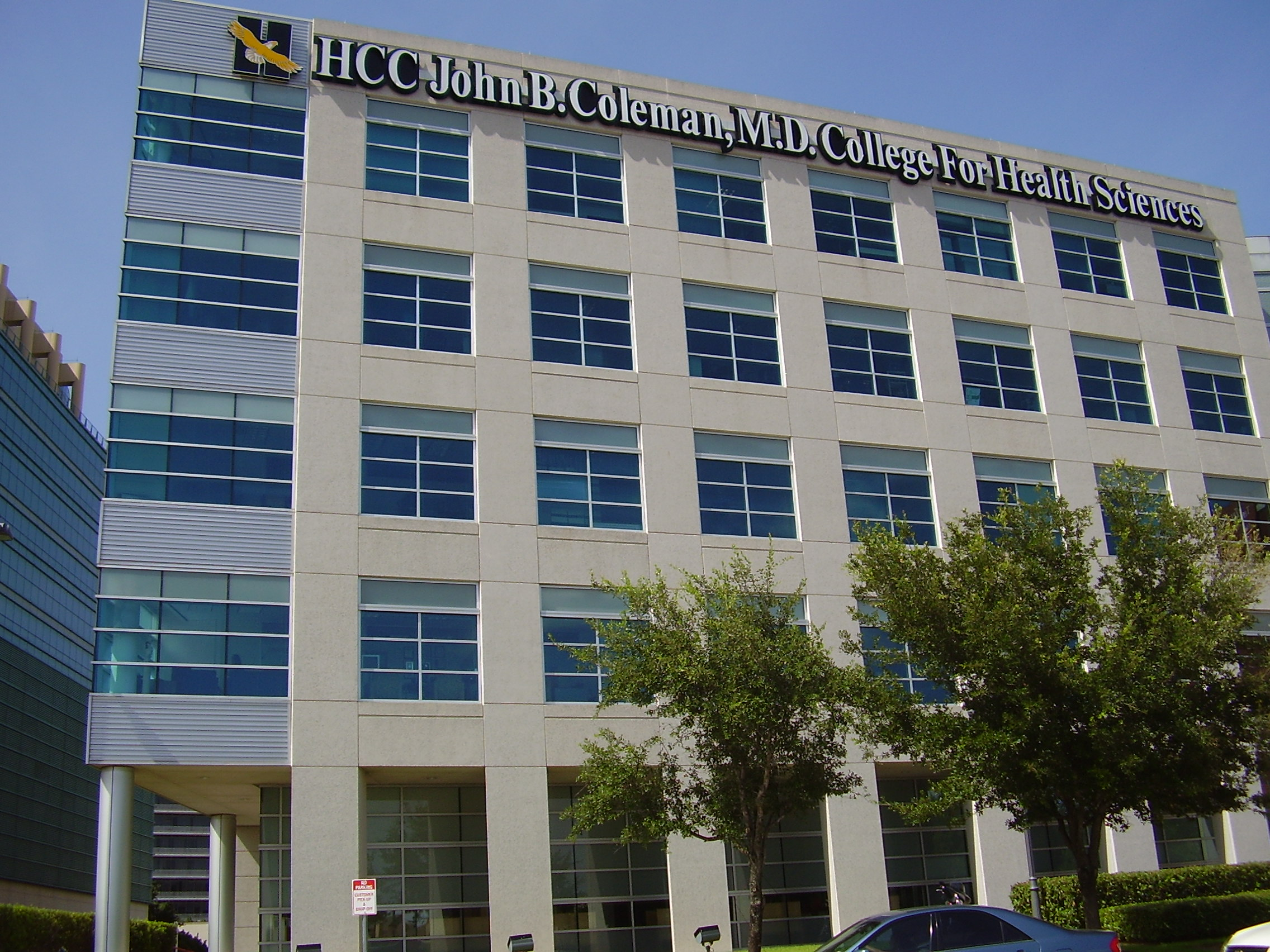
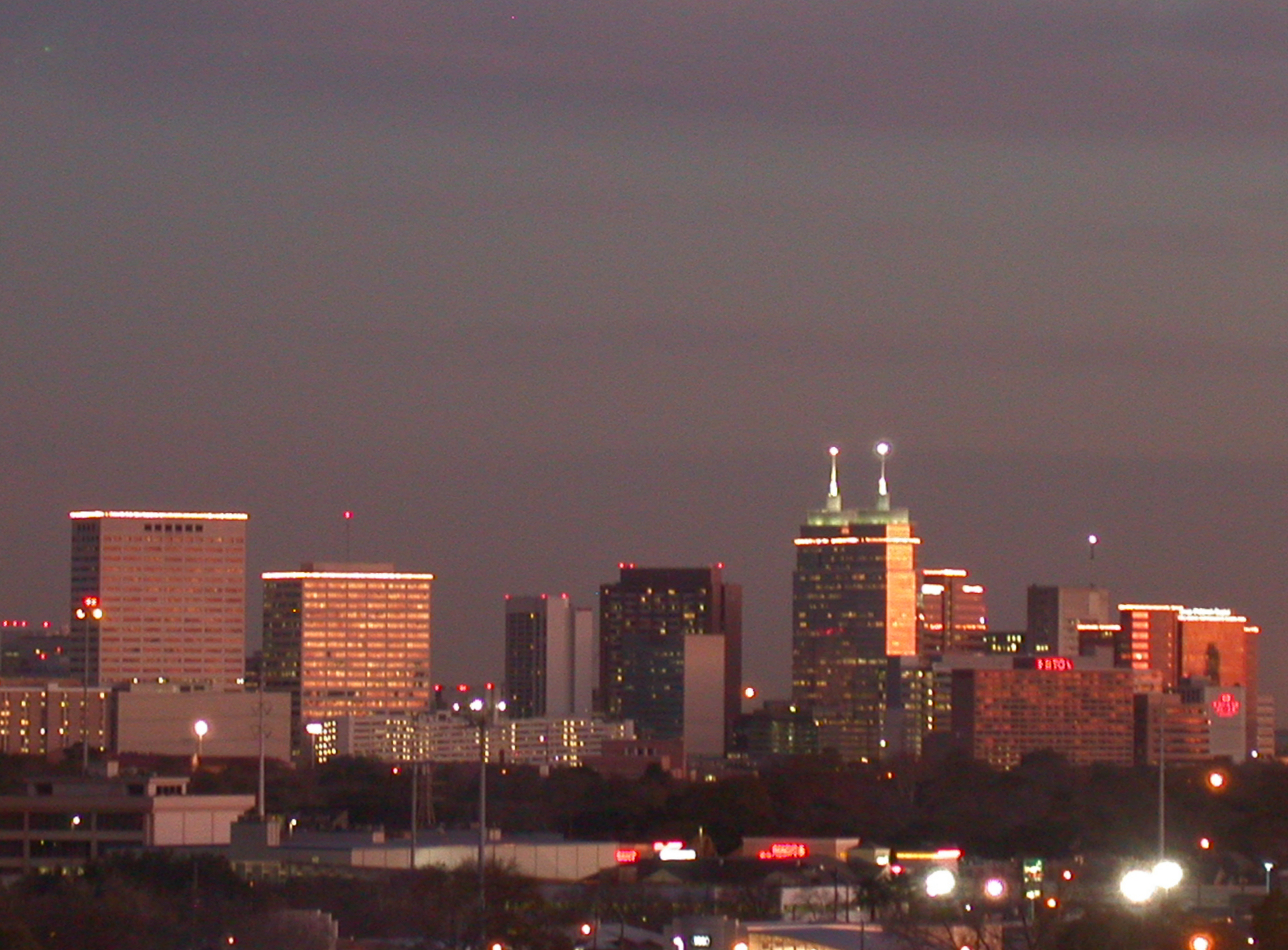